# Kumpitz (Gemeinde Fohnsdorf)
Kumpitz ist eine Ortschaft der Gemeinde Fohnsdorf und als solche Teil der Katastralgemeinde Kumpitz. Sie liegt im politischen Bezirk Murtal sowie im Gerichtsbezirk Judenburg in der Obersteiermark und befindet sich im Aichfeld. Größere Bekanntheit erlangt hat Kumpitz  als zentraler Handlungsort im 1973 erschienenen Roman Aus dem Leben Hödlmosers von  Reinhard P. Gruber.

## Geographie

### Geographische Lage
Kumpitz liegt im Aichfeld, einem Becken im obersteirischen Murtal im Westen der Gemeinde Fohnsdorf.

### Nachbarorte
| Allerheiligen | Gaal                                        | Fohnsdorf |
| Allerheiligen | Kompassrose, die auf Nachbargemeinden zeigt | Fohnsdorf |
| Wasendorf     | Judenburg                                   | Judenburg |

### Berge und Gewässer
Der Pölsbach – das größte Fließgewässer der Gemeinde Fohnsdorf fließt durch Kumpitz, bevor er durch Wasendorf, Hetzendorf und Aichdorf fließt und in Zeltweg in die Mur mündet.